# Isaak Posch
Isaak Posch (andere Schreibweise Isaac Posch; † 1623 vermutlich in Laibach) war ein österreichischer Komponist und Organist.
Über Poschs Lebensweg ist wenig bekannt. Er war Protestant und stand den evangelischen Kärntner Landständen nahe, die Anfang des 17. Jahrhunderts unter starkem Druck ihres katholischen Landesherren Ferdinand II. standen, der die Gegenreformation in Innerösterreich energisch vorantrieb. Posch war von 1614 bis 1618 bei den Ständen als Landschaftsorganist angestellt. Er spielte bei Privatandachten in den Schlosskapellen des Adels und auch bei repräsentativen Anlässen und Festen der Stände. 1618 heiratete er eine Klagenfurter Bürgerstochter und wechselte nach Laibach, der Hauptstadt von Krain. Auch dort war er wiederum für evangelische Adlige tätig. Wer ihn angestellt hatte, ist unbekannt. Anfang 1623 ist er jung verstorben.
Isaak Posch hat neben geistlicher Musik, auch zahlreiche weltliche Werke, vor allem Suiten geschrieben. 1618 ließ er in Regensburg eine erste Sammlung seiner Werke unter dem Titel Musikalische Ehrnfreudt drucken und widmete sie den Kärntner Landständen. 1621 folgte eine zweite Sammlung mit dem Titel Musikalische Tafelfreudt.